# Desa Purwoharjo (administrativ by i Indonesien, Jawa Tengah, lat -6,90, long 109,53)
Desa Purwoharjo är en administrativ by i Indonesien.   Den ligger i provinsen Jawa Tengah, i den västra delen av landet, 300 km öster om huvudstaden Jakarta.